# Plàntula

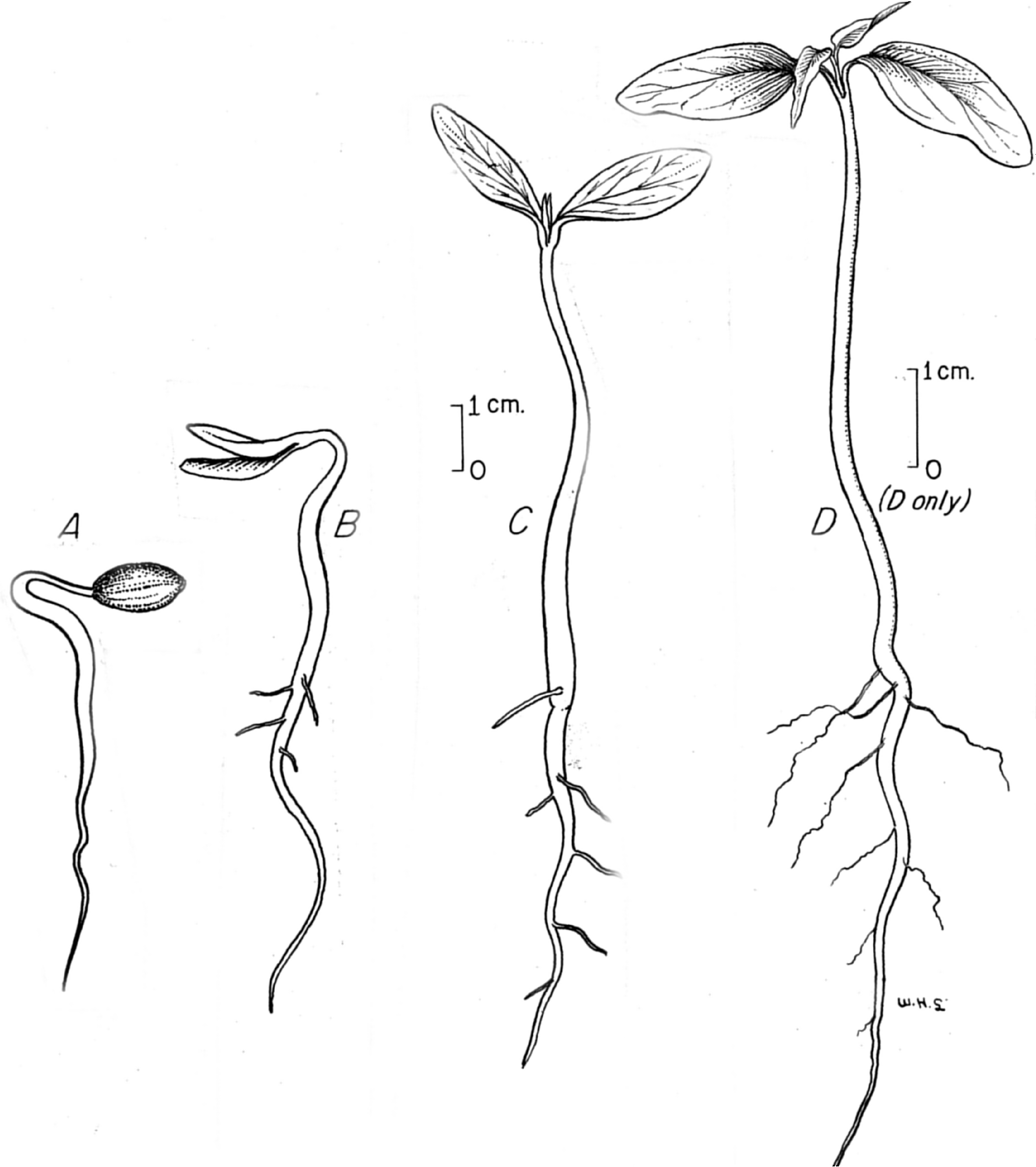
Plàntula del gènere Cornus

Una plàntula, paraula provinent del diminutiu llatí de planta, és una planta jove, un esporòfit que només té unes poques fulles. Surt de l'embrió d'una llavor, el seu desenvolupament comença amb la germinació de la llavor.
La plàntula consta de tres parts principals : la radícula, la tigeta, sortida de l'hipocòtil, d'un collet (tija i arrels) i els cotilèdons que són les primeres fulles que contenen les reserves i fan una fotosíntesi limitada. Hi pot haver un sol cotiledó (monocotiledònies), dos (dicotiledònies) o més (pinophyta).

## Germinació i primer desenvolupament

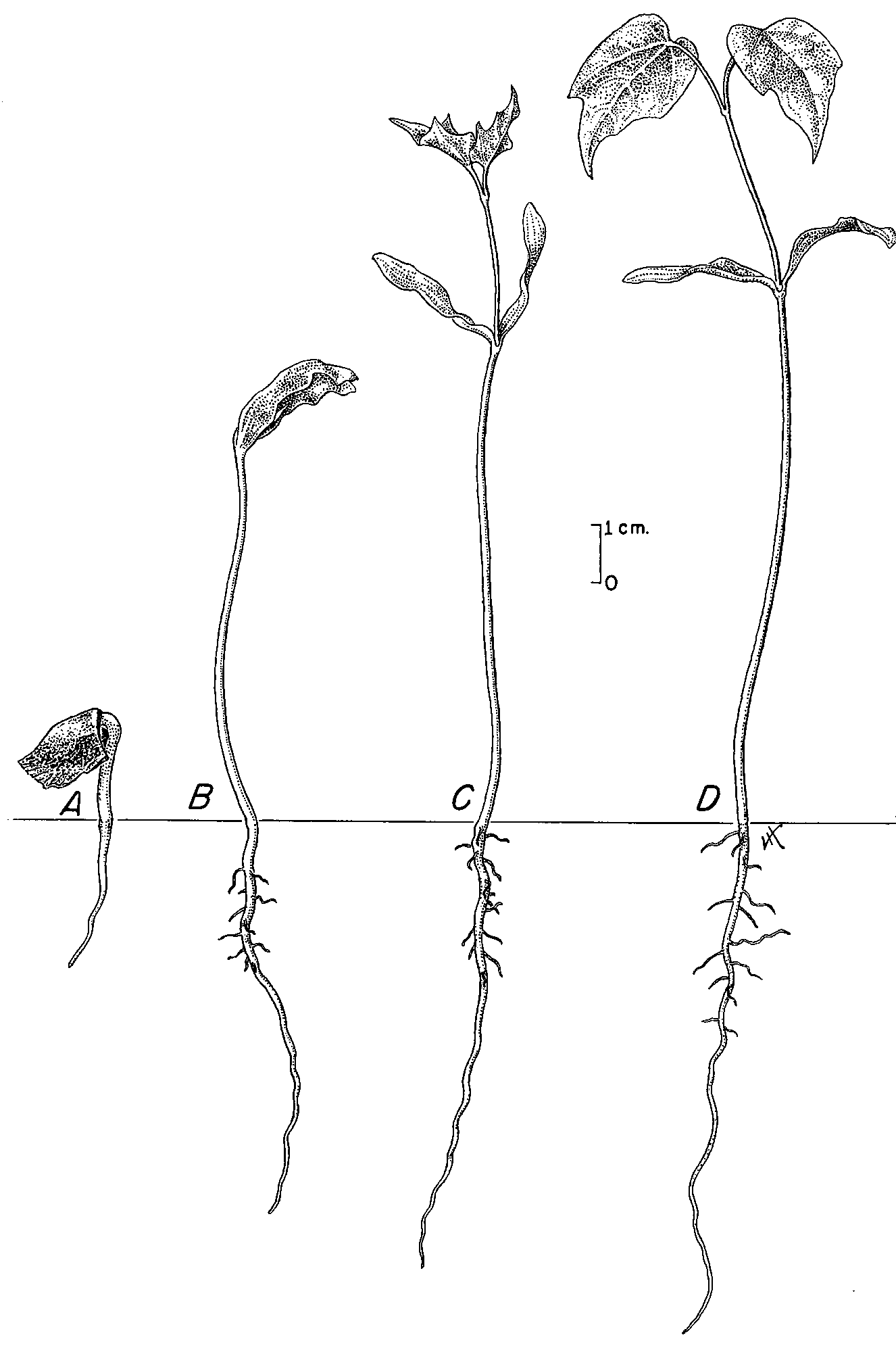
Desenvolupament de la plàntula d'una angiosperma, auró (Acer)

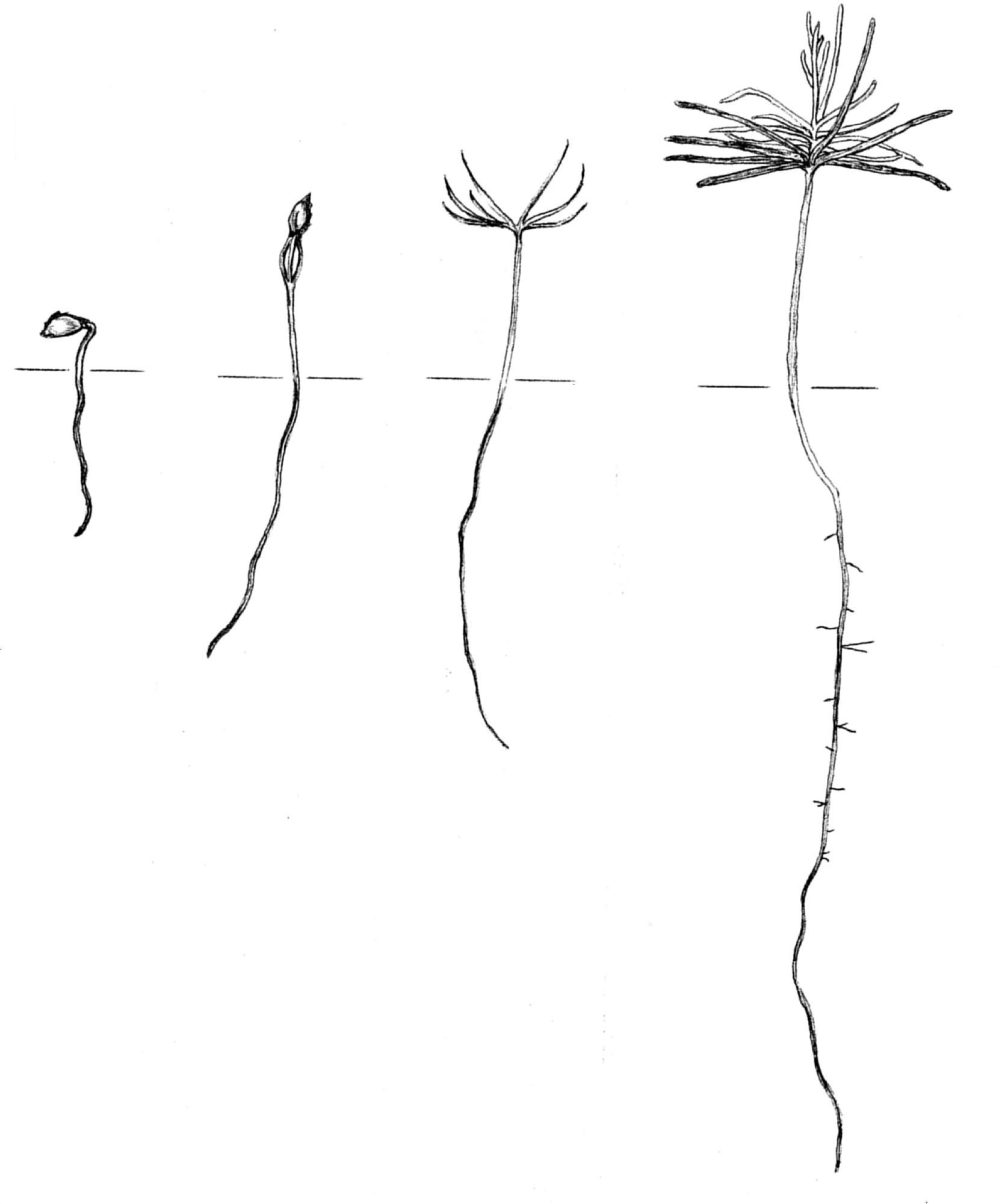
Desenvolupament d'una plàntula de gimnosperma (Avet de Douglas)

Durant la germinació, la plàntula emergeix de la capa protectora de la llavor primer amb la seva radícula, seguida dels cotilèdons. La radícula s'orienta cap a la gravetat, mentre que l'hipocòtil ho fa al contrari i s'allarga per empenyer els cotilèdons.

## Fotomorgenesi i etiolació
Les plàntules dicotiledònies que creixen amb llum desenvolupen hipocòtils curts i obren els cotilèdons que exposen l'epicòtil, això es coneix com a fotomorfogènesi. En canvi les plàntules que creixen en la foscor desenvolupen hipocòtils llargs i els cotilèdons romanen tancats, això s'anomena etiolació. Les plàntules etiolades queden grogues (clorosi) per la manca de fotosíntesi.

## Creixement i maduració de les plàntules
Una vegada que la plàntula comença la fotosíntesi ja no dependrà de les reserves de la llavor. Els meristemes apicals comencen a créixer i originen les arrels i els brots. Les primeres fulles veritables s'expandeixen els cotiledons entren en senescència i cauen.

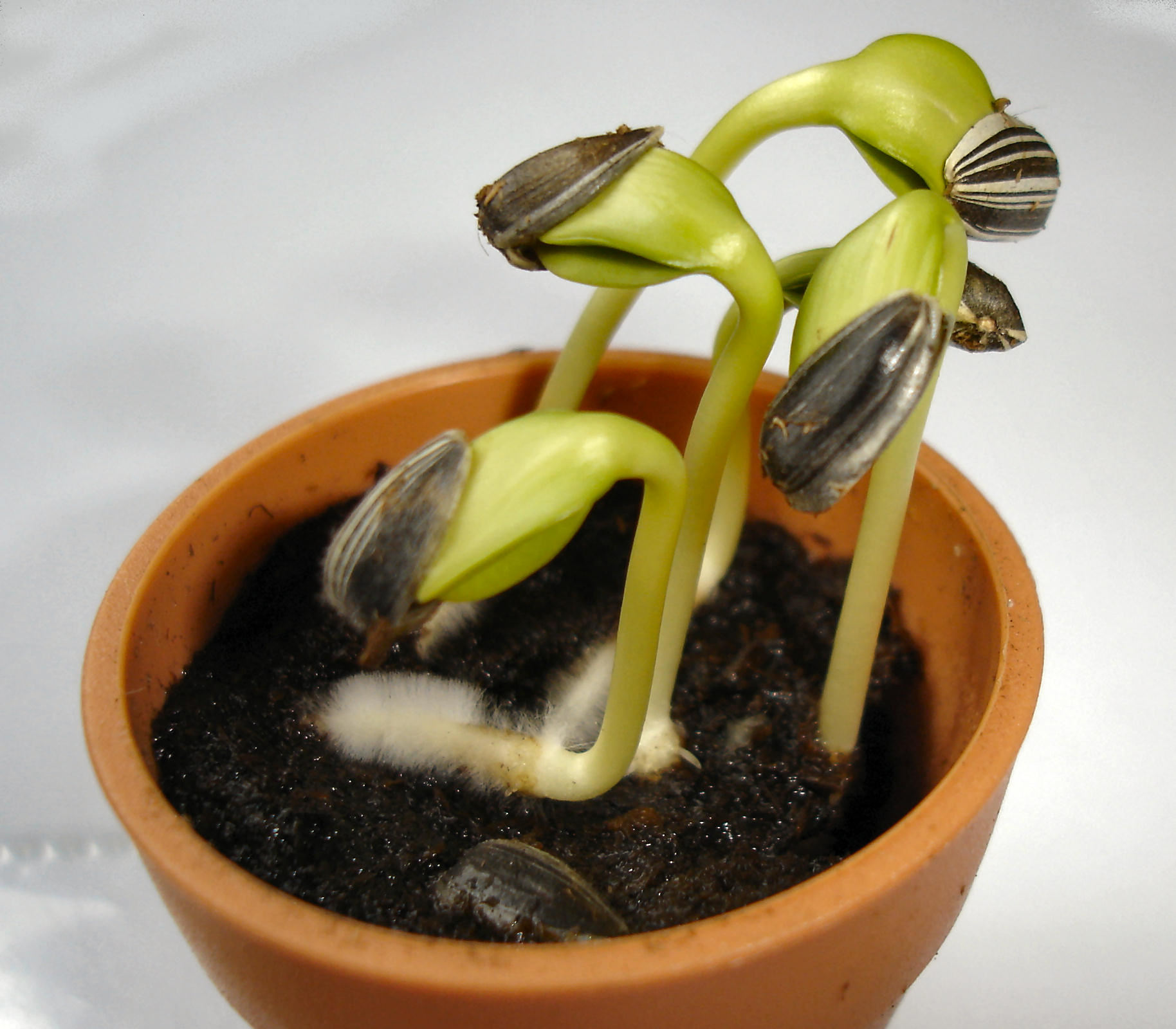
Plàntules de gira-sol de tres dies d'edat
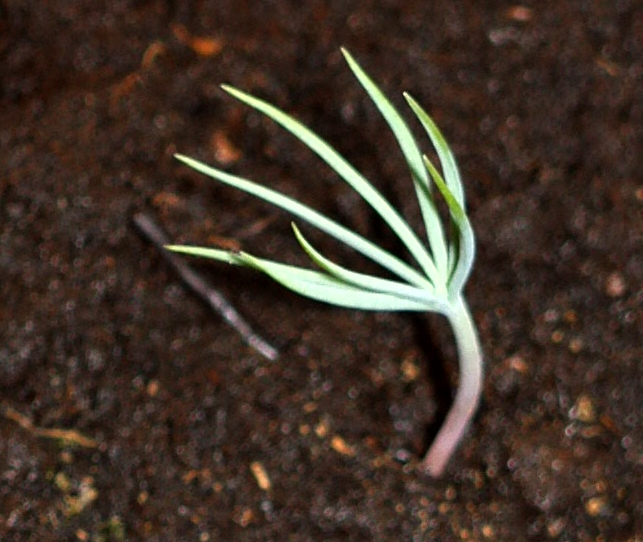
Plàntula de pi de set dies
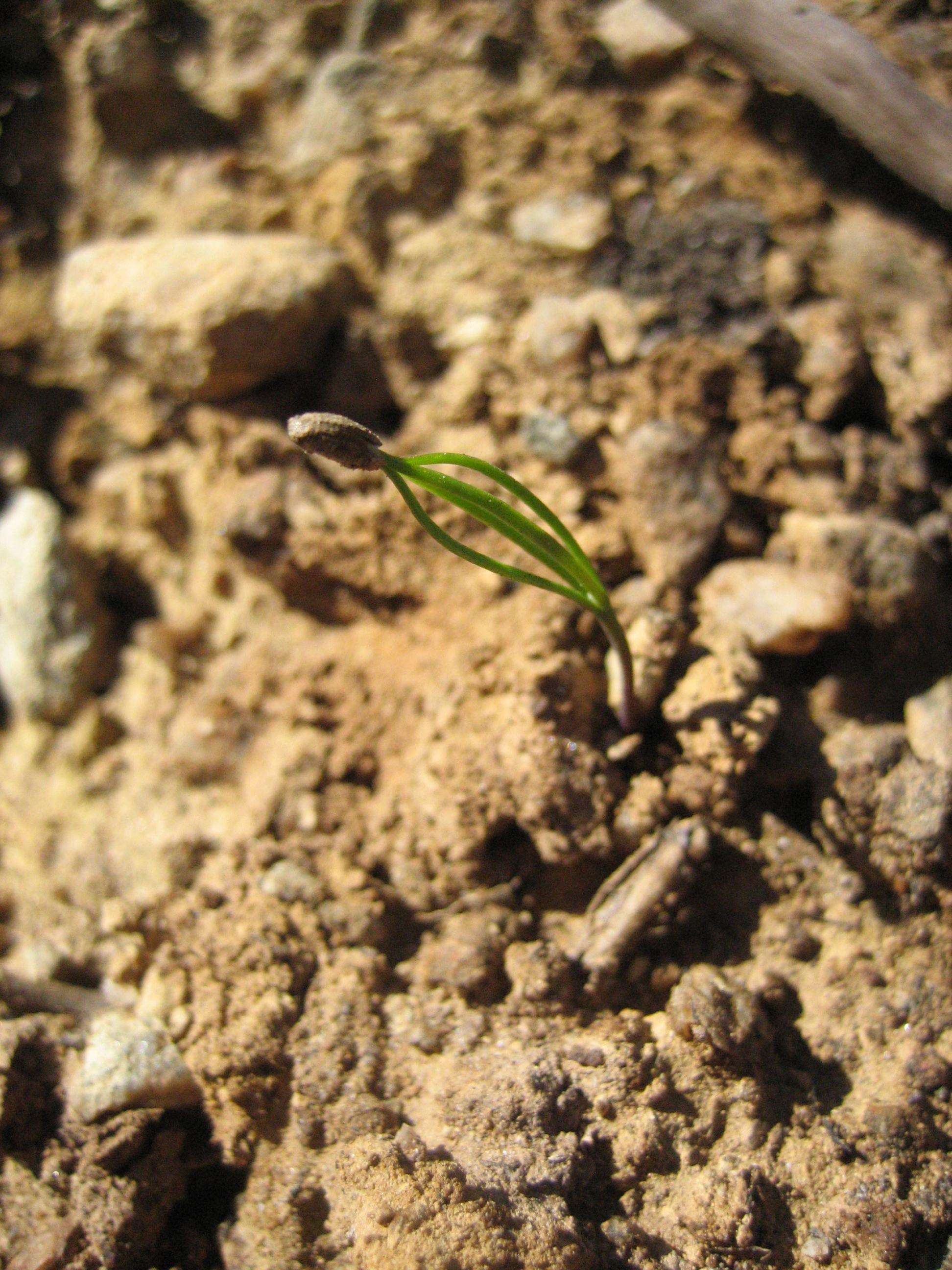
Plàntula de pi roig de pocs dies
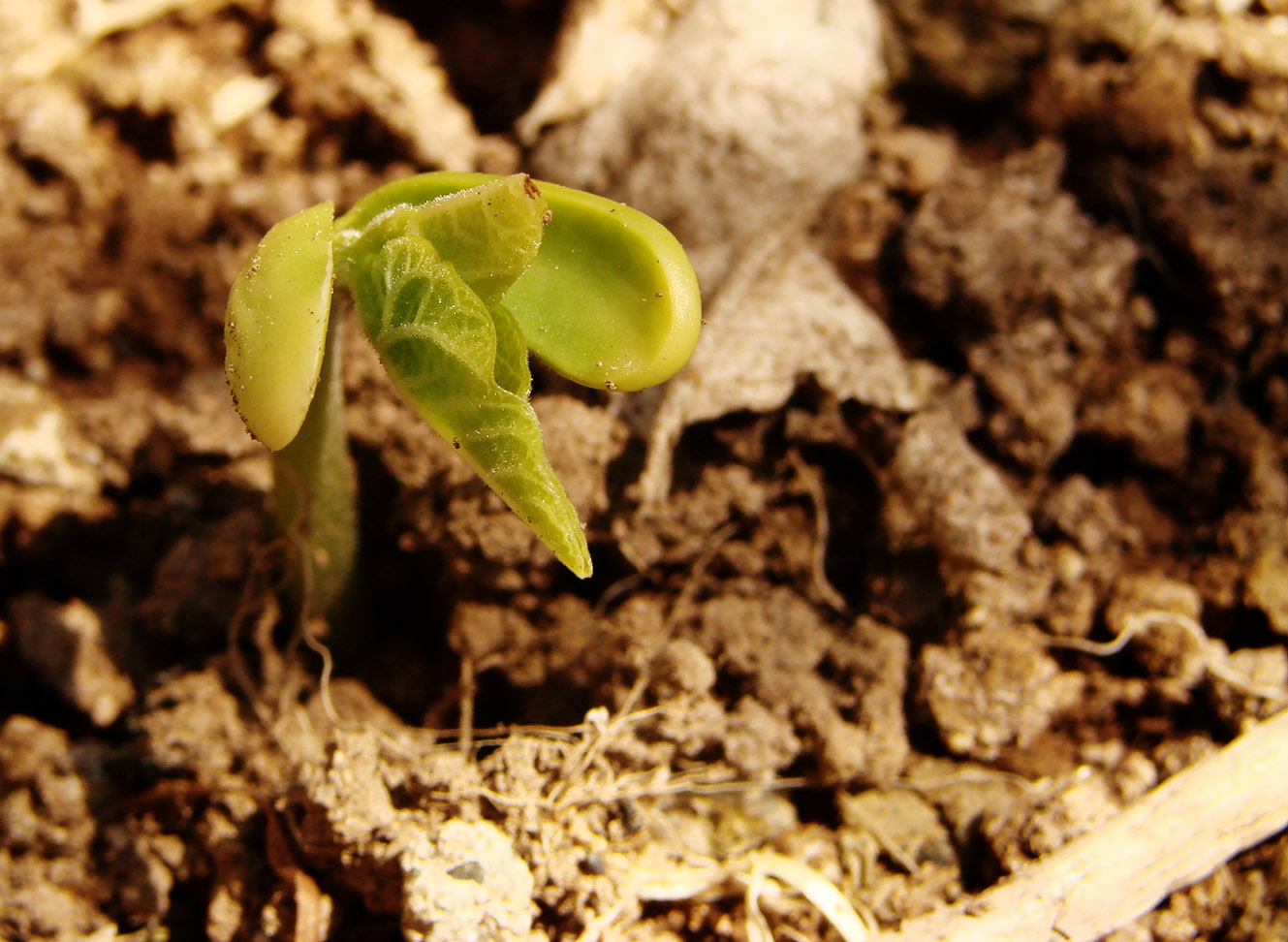
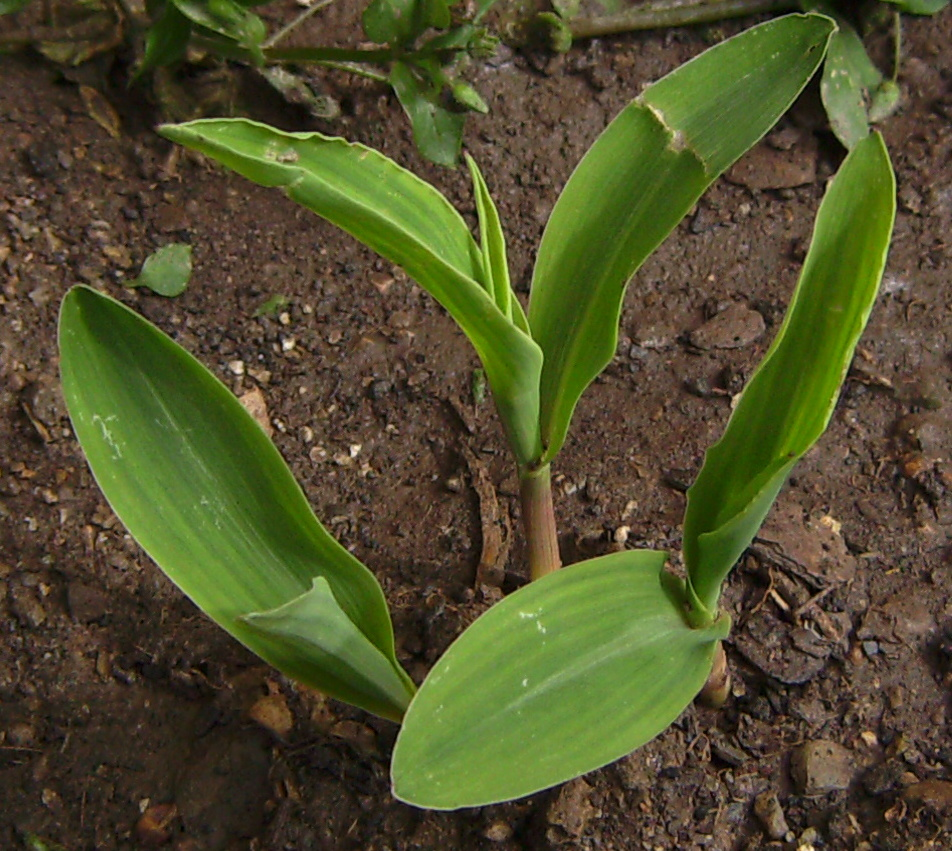
Plàntules de moresc, tres setmanes després de la sembra